# Digambara
Conhece-se como Digambar ou Digambara (Em sânscrito: दिगंबर, "vestidos com o céu") a uma das duas principais seitas do jainismo juntamente com os Svetambara. O Jainismo dividiu-se em duas seitas à volta do século III d.C, evento frequentemente relacionado com o Concílio de Vallabhi.